# 下越地方
| 下越地方   |                                 |
| 日文原名   | 下越地方                        |
| 平假名     | かえつちほう                    |
| 羅馬字拼音 | Kaetsu-chiho                    |
| 都道府縣   | 新潟縣                          |
| 地方       | 中部地方、北陸地方、 甲信越地方 |
| 面積       | 5,276.83 km²                    |
| 總人口     | 1,235,677人 （2010年國勢調査）  |

下越地方位於日本北陸地方北端，新潟縣的東北部。舊越後國（新潟縣本州部分）由靠近京都的方向為始，分為上越後、中越後、下越後三個地區，之後「下越後」被簡稱為「下越」使用。
新潟縣由上越後、中越後、下越後及佐渡島等四個部分構成，部分縣內小學教科書僅將新潟縣分為三部分，佐渡島併入下越地方，將其稱為「下越・佐渡」。

## 概要
西部面接日本海，東至越後山脈，北鄰山形縣鼠關的狹長地形。相當於令制國制越後國時期大部分的蒲原郡以及沼垂郡、岩船郡地區。明治時期大略的北蒲原郡，以及西蒲原郡、東蒲原郡、中蒲原郡、岩船郡。
主要聯外交通系統有上越新幹線、國道17號（與國道8號共線區段）、北陸自動車道（關越自動車道新潟線）等鐵路及幹道，連接著中越地方、群馬縣、埼玉縣、東京都等關東地區，與前述等地之間的交通系統有著深厚的關係。另外，因為新津車站為羽越本線、磐越西線的交會地點，以及第二次世界大戰前在阿賀野川流域盛行過船運的原因，阿賀北地域為中心自古就與山形縣庄內地方、置賜地方以及福島縣會津地方等地有過頻繁的交流。

## 地理

### 市町村
下越包括以下7市2町3村。
- 新潟市
- 新發田市
- 村上市
- 燕市
- 五泉市
- 阿賀野市
- 胎内市

- 北蒲原郡
  - 聖籠町
- 岩船郡
  - 關川村
  - 粟島浦村
- 西蒲原郡
  - 弥彦村
- 東蒲原郡
  - 阿賀町

### 地形
- 川：信濃川、阿賀野川、荒川
- 山：弥彦山
- 山脈：越後山脈
- 平原：新潟平野
- 海岸：笹川流

## 交通

### 廣域移動
- 中越地方、群馬縣、埼玉縣、東京都：信越本線（宮内站以南為上越線）・上越新幹線和關越自動車道・國道17號連絡。
- 上越地方、富山縣：信越本線・北陸本線和北陸自動車道・國道8號連絡。
- 福島縣（會津地方、濱通）：磐越西線・磐越自動車道・國道49號連絡。
- 山形縣庄内地方、秋田縣：羽越本線和國道7號連結、現在日本海東北自動車道往青森方面建設中。
- 佐渡島：佐渡汽船由新潟港 - 兩津港毎日運航。

### 地域内移動
新潟 - 村上間、新潟 - 新發田間移動可經羽越本線・白新線、國道7號新潟繞道、新新繞道、新發田繞道、中条黑川繞道、村上繞道。新潟 - 五泉間、新潟 - 津川間可經磐越自動車道和磐越西線。又、國道460號連結新潟市周邊市町村。

### 鐵道
全線屬JR東日本新潟支社範圍。另外、信越本線長岡站以北、越後線吉田站以北、弥彦線、白新線全線、羽越本線新津站 - 新發田站、磐越西線新津站 - 五泉站區間指定為新潟近郊區間（上越新幹線燕三条站 - 新潟站間沒有指定）。
JR東日本
- 上越新幹線
- 信越本線
  - （沼垂貨物支線）
  - （臨港貨物支線）

- 羽越本線
- 白新線
- 磐越西線

- 越後線
- 弥彦線
- 米坂線
- 新潟東港鐵道（貨物）

#### 廢線
- 新潟交通電車線
- 蒲原鐵道線
- 舊國鐵赤谷線

### 道路
高速自動車國道
- 北陸自動車道（關越自動車道新潟線）
- 磐越自動車道
- 日本海東北自動車道

自動車専用道路及準高規格道路
- 新潟西繞道（國道116號・國道289號）
- 新潟繞道（國道7號・國道8號・國道17號）
- 新新繞道（國道7號）
- 栗木繞道（國道7號）
- 龜田繞道（國道49號）
- 新津繞道（國道403號）
- 新津南繞道
- 新津東繞道
- 橫雲繞道
- 白根繞道（未使用）

一般國道
- 國道7號
- 國道8號
- 國道17號
- 國道49號

- 國道113號
- 國道116號
- 國道289號
- 國道290號
- 國道345號

- 國道350號
- 國道402號
- 國道403號
- 國道459號
- 國道460號